# Gregory Helms
Gregory Shane Helms (Smithfield, 12 luglio 1974) è un ex wrestler statunitense sotto contratto con la WWE.
In WWE ha vinto due volte il World Tag Team Championship (con Kane e Rosey), due volte il Cruiserweight Championship, una volta l'European Championship e una volta l'Hardcore Championship. Il suo terzo regno da Cruiserweight Champion, durato 385 giorni (dal 29 gennaio 2006 al 18 febbraio 2007) è il più lungo nella storia del titolo.

## Carriera

### World Championship Wrestling (1999–2001)
Nel 1991, Helms debutta nel mondo del wrestling in federazioni minori con il nome Kid Vicious. Dopo aver lottato in alcune piccolo federazioni come la OMEGA fondata da Matt e Jeff Hardy, la fama di Helms aumenta fino a quando viene messo contratto nel 1999 dalla WCW, insieme al suo caro amico Shannon Moore. Nella federazione di Atlanta, Helms forma il gruppo dei "3 Count" insieme ad altri suoi coetanei come Moore e Evan Karagias; i tre ragazzi sono una sorta di ballerini soliti a ballare prima e dopo gli incontri. Al PPV WCW Uncensored 2000 i tre diventano insieme campioni Hardcore battendo Brian Knobbs. Verso la fine dell'anno il team subisce una scossa quando Evan Karagias, sempre più egoista e smanioso di dimostrare di essere migliore degli altri due, si stacca dal gruppo che è ora formato soltanto da Helms e Moore. Nonostante la perdita, i due giovani continuano a maturare successi tanto che mirano al WCW Cruiserweight Championship; la dirigenza però costringe i due a scontrarsi per stabilire chi debba essere il primo sfidante e a vincere è Helms il quale però viene sconfitto dal campione Chavo Guerrero Jr..
Dopo qualche settimana nella NWA Wildside, Helms torna alla WCW cambiando il nome in "Sugar" Shane Helms e subito diventa campione dei pesi leggeri della federazione al PPV WCW Superbrawl Revenge 2001. Da lì a poco la federazione chiuderà e sarà acquistata dalla World Wrestling Federation (WWF) di Vince McMahon Jr. ed è l'ultimo Cruiserweight champion della storia della WCW.

### World Wrestling Entertainment (2001–2010)

#### Gli esordi (2001–2002)
Helms debutta nella WWF portando con sé la cintura e partecipa alla "Invasion" di atleti ex ECW ed ex WCW che invadono gli show WWF che formano il gruppo "Alliance" diretto da Stone Cold Steve Austin. Helms perde subito il titolo contro Billy Kidman.
In seguito, proprio sotto ispirazione di Austin, Helms cambia la sua "gimmick" in Hurricane Helms: supereroe dei fumetti che si presenta con maschera e costume nero e verde.
I primi tempi dell'uragano sono fortunati, infatti il lottatore conquista prima il WWF European Championship battendo Matt Hardy, poi per qualche minuto è WWF Hardcore Champion durante il PPV WrestleMania X8 e nel maggio 2002 diventa ancora WWE Cruiserweight Champion battendo Tajiri.

#### The Hurricane (2002–2005)

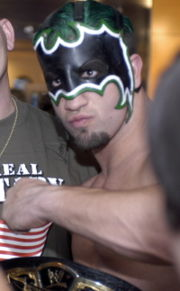
Gregory Helms con la gimmick di The Hurricane.

Successivamente Helms passa al roster di Raw e anche qui, nonostante il roster popolato da giganti e che non dà molto spazio ai pesi leggeri, il ragazzo riscuote subito successo diventando WWE Tag Team Champion insieme a Kane. Rimangono in carica meno di un mese, dopodiché inizia il lento declino dell'ex membro dei "3 Count" che viene coinvolto soltanto in match secondari.
Il 10 marzo 2003 è una data storica per Helms, infatti nel Main Event di Raw the Hurricane sconfigge nientemeno che The Rock. È però un successo isolato visto che la situazione del lottatore non cambia neanche con l'arrivo di un altro supereroe, Rosey, che tenta di diventare come l'uragano, il quale lo allena mettendolo a dura prova. I due vanno saltuariamente all'assalto del World Tag Team Championship ma senza successo.
Quindi si attende che Rosey passi da S.H.I.T (Super Hero In Training) a vero e proprio supereroe, e ciò avviene nell'estate del 2004. La situazione però rimane stagnante fino al PPV Backlash quando The Hurricane e Rosey conquistano il World Tag Team Championship nel corso di un "Turmoil match". Di avversari insidiosi non ce ne sono per i due campioni che rimangono tali fino al PPV Unforgiven quando vengono spodestati dai nuovi arrivati Lance Cade e Trevor Murdoch.

#### Cruiserweight Champion e infortunio (2005–2008)
Questo successo inizia a far riflettere Helms che si sente oppresso sia dal costume che porta che dal tag team partner. La goccia che fa traboccare il vaso è un mancato aiuto da parte di Rosey durante un assalto di Kurt Angle ai danni di Hurricane durante un'edizione di Raw. Helms sfoga quindi la sua rabbia colpendo con uno schiaffo Rosey e togliendosi la maschera.
È l'ultima apparizione di The Hurricane, infatti già dalla settimana successiva il wrestler si presenta da Heel vestito in borghese senza maschera e costume e con il suo nome Gregory Helms.
La sfida tra i due ex compagni è d'obbligo e viene vinta dal più esperto Helms. Nel 2 gennaio 2006 a Raw Helms ha un confronto con Jerry Lawler. A New Year's Revolution Helms incappa in una scottante sconfitta contro Jerry "The King" Lawler.
Quest'altro pesante insuccesso costringe Helms ad una radicale svolta: andarsene da Raw per tornare a SmackDown! Ciò avviene a sorpresa durante il match per il WWE Cruiserweight Championship al PPV Royal Rumble in un incontro a 6 uomini contro Jamie Noble, Funaki, Nunzio, Paul London e il campione Kid Kash. Il match viene vinto proprio da Gregory Helms che per la seconda volta conquista la cintura della federazione e diventa l'unico wrestler della storia a vincere il titolo pesi leggeri con tre nomi e tre gimmick diverse (Sugar Shane Helms, The Hurricane e Gregory Helms)
La gioia per la vittoria e il modo in cui è arrivata spingono Gregory Helms a vantarsi con tutti gli altri pesi leggeri che lo sfidano per No Way Out. L'intera divisione cruiser, composta da Kid Kash, Funaki, Nunzio, Paul London, Psicosis, Super Crazy, Brian Kendrick e Scotty 2 Hotty è nel match titolato, Helms riesce però a spuntarla un'altra volta.
Il 10 marzo 2006 durante un'edizione di Smackdown!, Helms sfida l'allora WWE United States Champion Chris Benoit in un non-title match, ma l'incontro va però a quest'ultimo dopo che il canadese fece cedere Helms con la sua patentata Crippler Crossface. Helms si prende poi qualche settimana di pausa dopo essersi infortunato rompendosi il naso durante un house show precedente al match con Benoit.
Torna il 28 aprile 2006 durante SmackDown!, affrontando con gli MNM il team composto da Paul London, Brian Kendrick e Super Crazy. Helms continuerà a difendere la sua cintura, facendo però più apparizioni a Velocity che a SmackDown! Inizia contemporaneamente a partecipare a champion vs. champion match, dove sfida altri campioni del roster di SmackDown!, come il World Heavyweight Champion Rey Mysterio il 16 giugno e il WWE United States Champion Bobby Lashley il 7 luglio, perdendo entrambi i match.
Inizia quindi una faida con Matt Hardy, suo grande amico, che culmina in un match a No Mercy dove Helms perde contro Hardy. Nell'edizione del 20 ottobre di SmackDown! Helms affronta The Undertaker in un non-title match, dove viene sconfitto benché Ken Kennedy aveva provato ad interferire contro Undertaker.
A No Way Out perde il titolo in un "Cruiserweight open challenge" nel quale viene eliminato da Jimmy Wang Yang. Il titolo viene vinto da Chavo Guerrero che elimina alla fine proprio Wang Yang.
Il 18 maggio la WWE ha comunicato che Helms ha subito la rottura di due vertebre del collo, una delle quali ha determinato uno stato di pressione del midollo spinale; ciò richiederà un intervento chirurgico simile a quello al quale si sono sottoposti in passato Chris Benoit ed Edge. Helms dovrà rispettare un periodo di stop di almeno un anno.
Il 30 agosto 2007, Helms è stato sospeso assieme ad altri wrestler della federazione per aver violato il Wellness program della WWE. Helms ricevette testosterone, ormone della crescita e nandrolone tra il novembre 2003 ed il febbraio 2007. Poiché era infortunato al momento della sospensione, Helms è stato multato di una somma pari a 30 giorni di stipendio.

#### Ritorno di The Hurricane (2008–2010)
Gregory è tornato nell'edizione di Smackdown del 19 settembre 2008 con il nome Hurricane Helms, mostrando un promo durante lo show. Nelle settimane seguenti, ha iniziato a prendere in giro alcuni heel come Santino Marella, Curt Hawkins e Zack Ryder, MVP e Chavo Guerrero. Durante la puntata di Smackdown del 5 dicembre 2008 è tornato a combattere battendo MVP in un Grudge Match.
La settimana seguente dopo aver battuto Shelton Benjamin dichiarò di voler sfidarlo per lo United States Championship, ma il 26 dicembre fallì l'opportunità concessagli. Iniziò male il 2009 facendo poche apparizioni e non riuscì a qualificarsi per la Royal Rumble.
Con la Draft Supplementare Helms passa da SmackDown alla ECW. Helms all'inizio ricopre il ruolo di intervistatore nel backstage. Poco dopo però ritorna a vestire i panni di The Hurricane quando salva alcuni operai della WWE. Inizia poi una lunga faida con Paul Burchill che lo accusa di essere un impostore e che sotto la maschera di The Hurricane ci sia proprio Gregory Helms, ma lo stesso Helms nega di essere sotto la maschera di Hurricane. La loro rivalità va avanti per mesi ed è combattutissima, sia Hurricane che Burchill riescono a vincere in incontri uno contro uno, Burchill poi sfida Hurricane ad un ultimo match in cui mette in palio la sua permanenza e quella di sua sorella Katie Lea nella ECW a patti che se fosse uscito vincitore Hurricane si sarebbe dovuto togliere la maschera. Il 17 novembre nell'incontro decisivo è The Hurricane a trionfare e dunque sia Paul Burchill che sua sorella Katie Lea lasciano l'ECW.
Dopo essere stato coinvolto con Chris Jericho in una rissa dove entrambi erano brilli, Helms viene messo in punizione dalla WWE e licenziato il 26 febbraio 2010. Il suo ultimo match è una vittoria con Yoshi Tatsu & Goldust contro Zack Ryder, Trent Barreta & Caylen Croft il 26 gennaio 2010.

### Circuito indipendente (2010–2015)
Dopo il licenziamento dalla WWE Helms entra a far parte di alcune federazioni indipendenti.
Il 23 ottobre 2010 debutta nella Jersey All Pro Wrestling dove, con la gimmick di The Hurricane, sconfigge Azrieal.
Poi, il 10 gennaio 2011, firma un contratto con la Lucha Libre USA. Debutta il 22 gennaio, sconfiggendo il Lizmark Jr. per squalifica.
Il 29 gennaio combatte per la Pro Wrestling Guerrilla, durante la WrestleReunion 5, sconfiggendo Joey Ryan.
Ad aprile combatte per la Carolina Wrestling Federation, dove sconfigge Ric Converse e diventa il nuovo PWI International Heavyweight Champion.
Il 15 ottobre torna in Lucha Libre USA, con il ring name, per aiutare Marco Corleone.
Nel mese di dicembre 2015 nella iwW championship viene sconfitto da Drew Galloway.

### Total Nonstop Action Wrestling (2015–2017)
Nel mese di marzo 2015, Helms ha ricevuto un provino per la Total Nonstop Action Wrestling (TNA) come agente, e ha iniziato a lavorare per l'azienda all'interno di tale portata nello stesso mese.
A Bound for Glory, Helms ha fatto il suo debutto sullo schermo per congratularsi con il TNA X Division Champion Tigre Uno.
Nella puntata del 2 febbraio di Impact, Helms ha assistito Trevor Lee sconfiggere Tigre Uno per il match del X Division.
Il 19 giugno Helms ha annunciato il suo abbandono dalla Impact Wrestling.

### Ritorno in WWE (2018–presente)
Il 28 gennaio 2018, alla Royal Rumble, Helms ha fatto il suo ritorno a sorpresa come The Hurricane partecipando all'omonimo match ed entrando col numero 21 ma è stato eliminato subito da John Cena. Il 28 gennaio 2019 è stato annunciato dalla WWE l'ingaggio come produttore.
Il 15 aprile 2020, è stato licenziato insieme a numerosi colleghi, ritornando tuttavia il 22 novembre dello stesso anno.
Il 31 gennaio 2021, alla Royal Rumble, The Hurricane ha fatto il suo ritorno durante l'omonimo incontro entrando col numero 23 ma è stato eliminato subito da Big E e Bobby Lashley.

### Ring of Honor (2018–2019)
Nel giugno del 2018 è stato annunciato che Helms ha firmato con la Ring of Honor, dove ha lavorato sia come produttore che come wrestler, intraprendendo una faida con Marty Scurll.

### All Elite Wrestling (2020)
Il 7 novembre 2020 apparve a Full Gear, pay-per-view della All Elite Wrestling, dove aiutò Matt Hardy, nel suo match contro Sammy Guevara.

## Personaggio

### Mosse finali

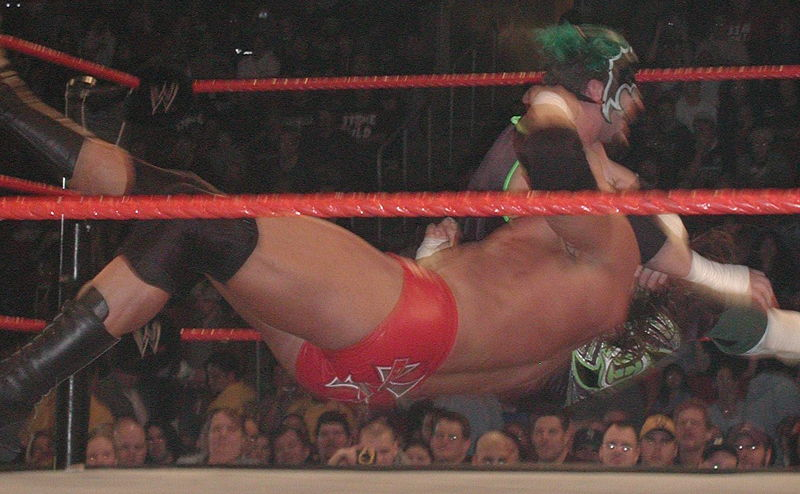
The Hurricane mentre esegue lEye of the Hurricane su Triple H

- Eye of the Hurricane (WCW/WWE) / Nightmare on Helms Street (WWF/E) (Spinning headlock back elbow)
- Hurrichokeslam (Chokeslam) – 2002–2003
- Avalanche swinging neckbreaker – 2005–2007
- Double knee facebreaker
- Shining wizard – 2003–presente
- Vertebreaker (Back to back double underhook piledriver) – 2000–2003

## Titoli e riconoscimenti
- Carolina Championship Wrestling

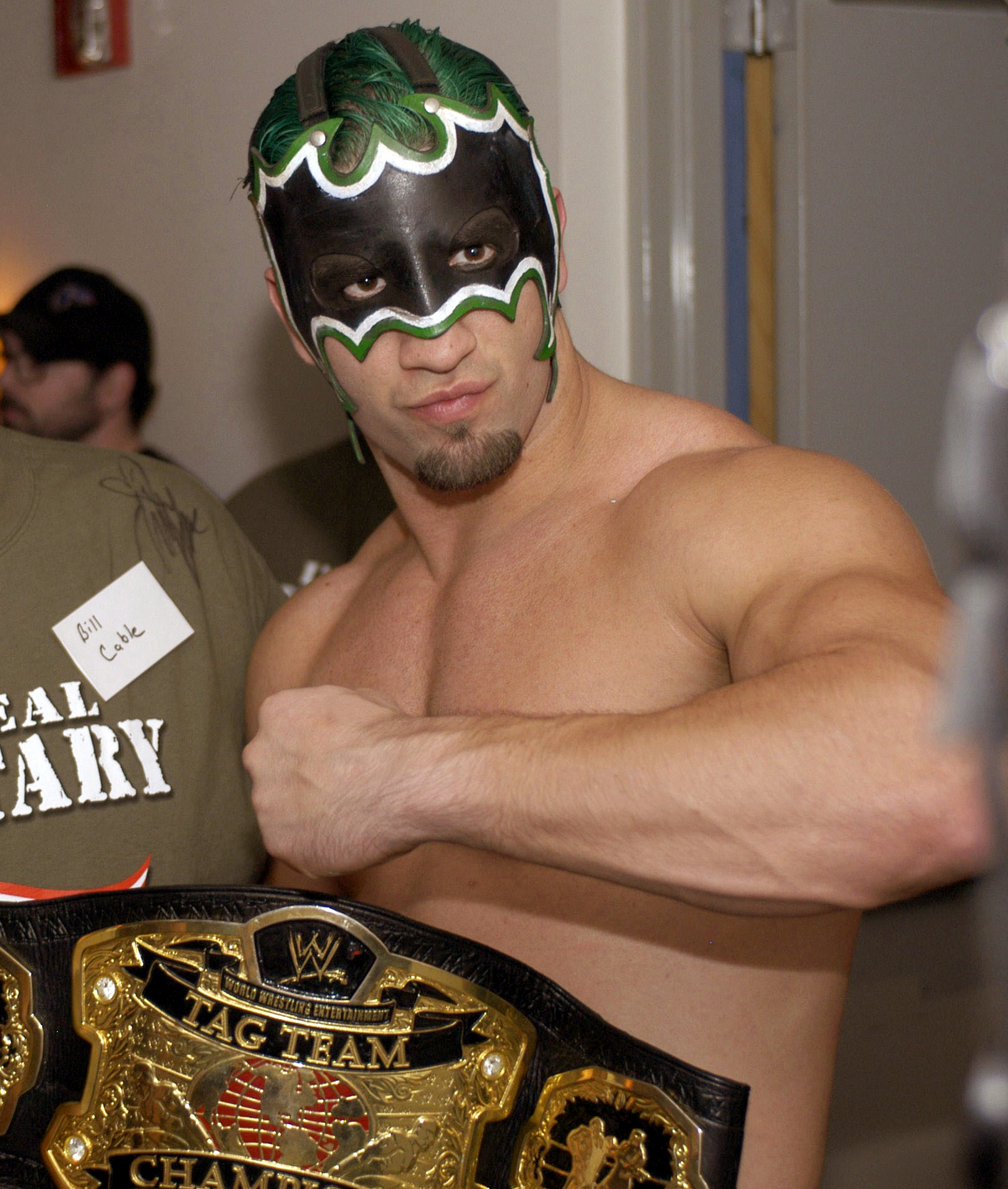
The Hurricane con il World Tag Team Championship, titolo che ha detenuto due volte (una volta con Kane e una volta con Rosey)

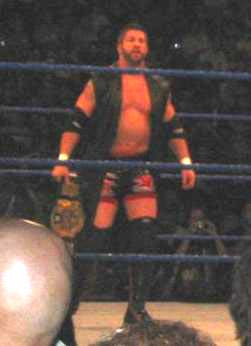
Helms con il Cruiserweight Championship, titolo che ha detenuto tre volte (incluso un regno in WCW). Il suo terzo regno, durato 385 giorni, è il più lungo nella storia del titolo

  - CCW Light Heavyweight Championship (2)
- Carolina Championship Wrestling Alliance
  - CCWA Light Heavyweight Championship (2)
- Coastal Championship Wrestling
  - CCW Tag Team Championship (1) – con The Super Hero In Training
- Empire State Wrestling
  - ESW Tag Team Championship (1) – con Johnny Adams
- Exodus Wrestling Alliance
  - EWA Cruiserweight Championship (1)
- New Dimension Wrestling
  - NDW Tag Team Championship (1) – con Mike Maverick
- North American Pro Wrestling
  - NAPW Light Heavyweight Championship (1)
- NWA Wildside
  - NWA Wildside Tag Team Championship (1) – con Shannon Moore
- Organization of Modern Extreme Grappling Arts
  - OMEGA Tag Team Championship (2) – con Mike Maverick
- Pro Wrestling Illustrated
  - 21º tra i 500 migliori wrestler secondo PWI 500 (2003)
- Pro Wrestling International
  - PWI International Heavyweight Champion (1)
- Southern Championship Wrestling
  - SCW Heavyweight Championship (1)
  - SCW Tag Team Championship (1) – con Mike Maverick
- Southern Wrestling Alliance
  - SWA Light Heavyweight Championship (1)
- Texas Championship Wrestling
  - TCW Texas Tag Team Championship (1) – con Lenny Lane
- World Wrestling Organization
  - WWO Light Heavyweight Championship (1)
- World Championship Wrestling
  - WCW Cruiserweight Championship (1)
  - WCW Hardcore Championship1 (1)
- World Wrestling Federation/Entertainment
  - World Tag Team Championship2 (2) – con Kane (1) e Rosey (1)
  - WWE Cruiserweight Championship3 (2)
  - WWF European Championship (1)
  - WWF Hardcore Championship (1)
- World Wrestling Organization
  - WWO Light Heavyweight Championship (1)
- Wrestling For A Cause
  - WFC Tag Team Championship (1) – con Kryptonite
- Wrestling Observer Newsletter
  - Best Gimmick (2001)

1 Durante il suo regno ha difeso il titolo con Evan Karagias e Shannon Moore sotto la cosiddetta Freebird Rule.
2 Durante il suo regno con Kane il titolo era noto come WWE Tag Team Championship.
3 Durante il suo primo regno il titolo era noto come WCW Cruiserweight Championship.